# Panicum mindanaense
Panicum mindanaense är en gräsart som beskrevs av Elmer Drew Merrill. Panicum mindanaense ingår i släktet vipphirser, och familjen gräs. Inga underarter finns listade i Catalogue of Life.